# Bart Leysen
Bart Leysen (Herentals, 10 febbraio 1969) è un dirigente sportivo ed ex ciclista su strada belga. Ciclista professionista dal 1991 al 2002, vinse l'E3 Prijs Harelbeke 1995. Dal 2010 è attivo come direttore sportivo, e dal 2020 è nello staff tecnico dell'Alpecin-Deceuninck.
È padre di Senne Leysen, anch'egli ciclista, nato nel 1996.

## Palmarès
- 1987 (Juniores, una vittoria)

Gand-Wevelgem Junior
- 1990 (Dilettanti, due vittorie)

Flèche Ardennaise
8ª tappa Tour du Hainaut (Luingne > Estaimpuis)
- 1991 (Lotto-Super Club, una vittoria)

Omloop van de Westkust-De Panne
- 1992 (Lotto-Mavic, due vittorie)

Circuit des Frontières
Omloop Gemeente Melle
- 1993 (Lotto-Caloi, una vittoria)

Grote Prijs Briek Schotte
- 1995 (Mapei-GB, due vittorie)

E3 Prijs Harelbeke
Schaal Sels

### Altri successi
- 1990 (Dilettanti)

Criterium Roosdal
Criterium Sint-Joris-Weert
- 1991 (Lotto-Super Club)

Criterium Heusden
- 1994 (Vlaanderen 2002-Eddy Merckx)

Memorial Thijssen
- 1996 (Mapei-GB)

Witte Donderdagprijs-Bellegem
Ruisbroek Puurs
- 2002 (Palmans-Collstrop)

Criterium Oostrozebeke

## Piazzamenti

### Grandi Giri
- Tour de France

1998: 92º
1999: 133º
2001: ritirato (13ª tappa)
- Vuelta a España

1995: 78º
1996: 77º

### Classiche monumento
- Milano-Sanremo

1991: 48º
- Giro delle Fiandre

1993: 67º
1994: 58º
1995: 75º
1996: 64º
1997: 89º
2002: ritirato
- Parigi-Roubaix

1991: 64º
1993: 34º
1995: 40º
1996: 49º
1997: 33º
1998: 8º
1999: 33º
2000: 58º
2001: 42º

### Competizioni mondiali
- Campionati del mondo

Casablanca 1986 - In linea Junior: 3º
Utsonomiya 1990 - In linea Dilettanti: 45º